# Surf
För vattensporten, se Surfing

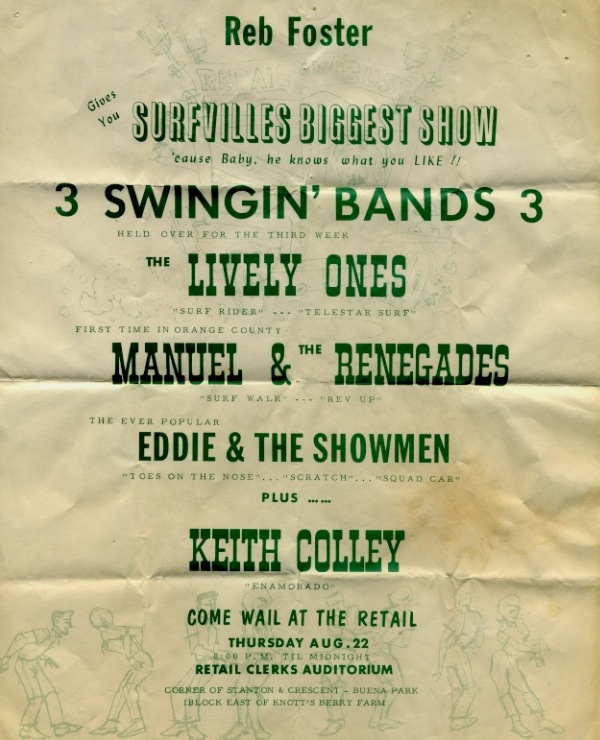
En flyer från 1963 om en spelning med tre surfband.

Surf, surfmusik eller surfrock är en form av rockmusik som var populär i början av 1960-talet. Musiken var en sorts hyllning till surfandet, och det lades ibland in ljud av vågor i musiken. Elgitarrer med höga doser fjäderreverb var en viktig del av soundet. Låtarna var ofta instrumentala och enkla, högst tre ackord i varje och var på grund av sin enkelhet ofta öppna för improvisationer. Många surflåtar cirkulerade bland de etablerade artisterna, som var och en gjorde sina versioner av dem.
En grundläggande musiker för surfmusiken kan sägas vara Dick Dale som med sina låtar färgade av hans eget surfande inspirerade de flesta ledande banden inom genren. Han revolutionerade också genom att ta in världsmusik i sina kompositioner. Då Dales familj var av libanesiskt ursprung så tog han mycket inspiration från musiken som spelades i södra Europa samt mellanöstern. Till exempel så var Dales kändaste låt Misirlou en folklåt av grekiskt ursprung, som Dale under sin uppväxt hade hört en libanesisk släkting spela på en oud. 
Surfmusik kan delas in i två olika genrer, den första är popigare med The Beach Boys som främsta artist. Denna variant var generellt långsammare och hade en större fokus på sång och harmonier än på gitarrspel. Den rockigare varianten, som förespråkades av bland annat Dick Dale, The Trashmen, The Chantays och The Surfaris var snabbare, mer intensiv och var ofta instrumental. Den rockigare delen av surfmusiken hämtade även inspiration av den tidiga garagerocken. 
Den intensitet och hastighet som instrumental surf ofta spelades med var även senare inspiration för hårdare musikgenres som heavy metal och punk.

## Artister inom genren
- The Astronauts
- The Atlantics
- The Beach Boys
- The Bel-Airs
- Bruce & Terry
- The Centurions
- The Challengers
- The Chantays
- Dick Dale
- Eddie & the Showmen
- The Fantastic Baggys
- The Fender IV
- The Frogmen
- The Gamblers
- The Hondels
- Jan and Dean
- The Langhorns
- The Lively Ones
- The Marketts
- Jim Messina & the Jesters
- The Rooters
- The Pyramids
- Ronny & The Daytonas
- The Rip Chords
- The Surfaris
- The T Bones
- The Tornadoes
- The Trashmen
- The Ventures

## Kända låtar
- "Baja" - The Astronauts
- "Barbara Ann" - The Beach Boys
- "Bombora" - The Atlantics
- "Bullwinkle, Part II" - The Centurions
- "Bustin Surfboards" - The Tornadoes
- "Diamond Head" - The Ventures
- "Goofy Foot" - The Lively Ones
- "G.T.O." - Ronny & The Daytonas
- "I Get Around" - The Beach Boys
- "K-39" - The Challengers
- "Let's Go Trippin" - Dick Dale and the Del-Tones
- "Little Honda" - The Hondells
- "Miserlou" - Dick Dale and the Del-Tones
- "Moon Dawg" - The Gamblers
- "Mr. Moto" - The Bel-Airs
- "Penetration" - The Pyramids
- "Pipeline" - The Chantays
- "Point Panic" - The Surfaris
- "Ride the Wild Surf" - Jan and Dean
- "Surf Beat" - Dick Dale and the Del-Tones
- "Surf City" - Jan and Dean
- "Surf Rider" - The Lively Ones
- "Surfer Girl" - The Beach Boys
- "Surfin' Bird" - The Trashmen
- "Surfin' Safari - The Beach Boys
- "Surfin' USA" - The Beach Boys
- "Tube City" - The Trashmen
- "Underwater" - The Frogmen
- "Wipe Out" - The Surfaris